# Virginia Gregg
Pour les articles homonymes, voir Gregg.

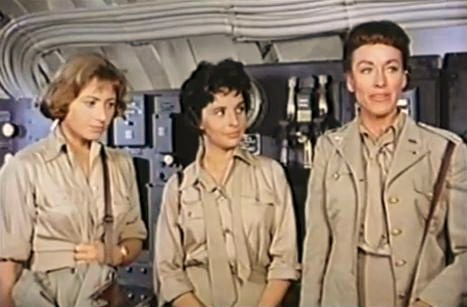
De g. à d. : Marion Ross, Madlyn Rhue et Virginia Gregg, dans Opération jupons (1959)

Virginia Gregg est une actrice américaine, née Virginia Gregg Burket le 6 mars 1916 à Harrisburg (Illinois), morte d'un cancer du poumon le 15 septembre 1986 à Los Angeles — Quartier d'Encino (Californie).

## Biographie
Au cinéma, Virginia Gregg débute dans Les Enchaînés (un petit rôle non crédité) d'Alfred Hitchcock, sorti en 1946. Elle retrouve le réalisateur sur Psychose (1960), où elle est la voix de Norma, la mère de Norman Bates (notons que dans les deux premières suites de ce film, Psychose 2 en 1983 et Psychose 3 en 1986 — sa dernière prestation pour le grand écran —, elle est à nouveau la voix de Norma Bates). Dans le premier film, c'est elle également  qui poignarde Janet Leigh dans la fameuse scène de la douche, Anthony Perkins se trouvant à New York à la période du tournage
En tout, elle contribue à quarante-deux films américains, dont des westerns. Parmi ses films notables, mentionnons Sang et Or de Robert Rossen (1947, avec John Garfield et Lilli Palmer, où elle tient son premier rôle crédité), Une femme en enfer de Daniel Mann (1955, avec Susan Hayward et Richard Conte), Opération Jupons de Blake Edwards (1959, avec Cary Grant et Tony Curtis), ou encore La Montagne des neuf Spencer de Delmer Daves (1963, avec Henry Fonda et Maureen O'Hara).
À la télévision, Virginia Gregg apparaît de 1952 à 1983, dans dix-neuf téléfilms, deux feuilletons et surtout, cent-quarante-deux séries, notamment là encore dans le domaine du western. Parmi ses séries notables, citons Badge 714 (onze épisodes, de 1952 à 1955), Alfred Hitchcock présente (quatre épisodes, de 1955 à 1957), Gunsmoke (sept épisodes, de 1958 à 1969) et L'Homme de fer (quatre épisodes, de 1969 à 1974).
Enfin, durant sa carrière, l'actrice est également très active à la radio, où elle collabore à de nombreuses séries et émissions diverses.

## Filmographie partielle

### Au cinéma
- 1946 : Les Enchaînés (Notorious) d'Alfred Hitchcock
- 1947 : Dernière lune de miel (Lost Honeymoon) de Leigh Jason
- 1947 : Sang et Or (Body and Soul) de Robert Rossen
- 1947 : Le Mur invisible (Gentleman's Agreement) d'Elia Kazan
- 1948 : L'Incroyable Monsieur X (The Amazing Mr. X) de Bernard Vorhaus
- 1948 : Casbah de John Berry
- 1952 : Flesh and Fury (en) de Joseph Pevney
- 1954 : La police est sur les dents (en) (Dragnet) de Jack Webb
- 1955 : La Colline de l'adieu (Love is a Many-Splendored Thing) d'Henry King
- 1955 : Une femme en enfer (I'll cry Tomorrow) de Daniel Mann
- 1956 : La première balle tue (The Fastest Gun Alive) de Russell Rouse
- 1956 : Terror at Midnight de Franklin Adreon
- 1956 : Face au crime (Crime in the Streets) de Don Siegel
- 1957 : Portland Exposé d'Harold D. Schuster
- 1958 : Crépuscule sur l'océan (Twilight for the Gods) de Joseph Pevney
- 1959 : La Colline des potences (The Hanging Tree) de Delmer Daves
- 1959 : Le Vagabond des Bois Maudits (Hound-Dog Man) de Don Siegel
- 1959 : Opération Jupons (Operation Petticoat) de Blake Edwards
- 1960 : Les Jeunes Loups (All the Fine Young Cannibals) de Michael Anderson
- 1960 : Psychose (Psycho) d'Alfred Hitchcock (voix)
- 1961 : L'étau se resserre (Man-Trap) d'Edmond O'Brien
- 1963 : La Montagne des neuf Spencer (Spencer's Mountains) de Delmer Daves
- 1965 : Une guillotine pour deux (en) (Two on a Guillotine) de William Conrad
- 1965 : Joy in the Morning (en) d'Alex Segal
- 1966 : Gros Coup à Dodge City (A Big Hand for the Little Lady) de Fielder Cook
- 1966 : The Bubble d'Arch Oboler
- 1968 : Police sur la ville (Madigan) de Don Siegel
- 1969 : Au paradis à coups de revolver (Heaven with a Gun) de Lee H. Katzin
- 1970 : La Pluie de printemps (Walk in the Spring Rain) de Guy Green
- 1974 : 747 en péril (Airport 1975) de Jack Smight
- 1976 : No Way Back de Fred Williamson
- 1981 : S.O.B. de Blake Edwards
- 1983 : Psychose 2 (Psycho II) de Richard Franklin (voix)
- 1986 : Psychose 3 (Psycho III) d'Anthony Perkins (voix)

### À la télévision

#### Séries
- 1952-1955 : Badge 714 ou Coup de filet (Dragnet), première série
  - Saison 1, épisode 6 The Big Speech (1952) de Jack Webb
  - Saison 2, épisode 5 The Big Trio (1952) de Jack Webb, épisode 11 The Big Show (1953) de Jack Webb et épisode 29 The Big Fourth (1953)
  - Saison 3, épisode 1 The Big White Rat (1953)
  - Saison 4, épisode 4 The Big Pair (1954) de Jack Webb, épisode 11 The Big Gangster, Part II (1954), épisode 13 The Big Want Ad (1954) et épisode 26 The Big Key (1955)
  - Saison 5, épisode 1 The Big Pipe (1955)
- 1955-1957 : Alfred Hitchcock présente (Alfred Hitchcock presents)
  - Saison 1, épisode 4 Don't come back alive (1955) de Robert Stevenson, épisode 12 Le Père Noël de la 10e Avenue (Santa Claus and the Tenth Avenue Kid, 1955) de Don Weis et épisode 20 Ainsi mourut Riabouchinska (And so died Riabouchinska, 1956) de Robert Stevenson
  - Saison 2, épisode 16 Nightmare in 4-D (1957) de Jus Addiss
- 1957 : Lassie
  - Saison 3, épisode 31 The Snob de Lesley Selander
- 1957-1959 : Goodyear Theatre
  - Saison 1, épisode 5 Hurricane (1957) de Tay Garnett et épisode 12 The Seventh Letter (1958) de Robert Florey
  - Saison 2, épisode 10 Success Story (1959)
- 1958-1959 : Sugarfoot
  - Saison 1, épisode 17 Price on his Head (1958) de Richard L. Bare
  - Saison 2, épisode 20 Wolf (1959)
- 1958-1959 : Mike Hammer (Mickey Spillane's Mike Hammer), première série
  - Saison 1, épisode 25 My Son ain Heir (1958)
  - Saison 2, épisode 21 Curtains for an Angel (1959) de William Witney
- 1958-1959 : Au nom de la loi (Wanted : Dead or Alive)
  - Saison 1, épisode 16 Huit cents de récompense (Eight Cent Reward, 1958)
  - Saison 2, épisode 2 La Guérisseuse (The Healing Woman, 1959) de Don McDougall
- 1958-1961 : Maverick
  - Saison 1, épisode 19 Day of the Reckoning (1958) de Leslie H. Martinson
  - Saison 3, épisode 1 Pappy (1959)
  - Saison 4, épisode 20 The Ice Man (1961) de Charles F. Haas
- 1958-1965 : Perry Mason, première série
  - Saison 1, épisode 18 The Case of the Caution Coquette (1958) de László Benedek
  - Saison 5, épisode 7 The Case of the Pathetic Patient (1961) de Bernard L. Kowalski
  - Saison 6, épisode 22 The Case of the Velvet Claws (1963) d'Harmon Jones
  - Saison 9, épisode 11 The Case of the Silent Six (1965) de Jesse Hibbs
- 1958-1969 : Gunsmoke ou Police des plaines (Gunsmoke ou Marshal Dillon)
  - Saison 3, épisode 27 Joke's on Us (1958) de Ted Post
  - Saison 6, épisode 30 Minnie (1961) et épisode 34 The Imposter (1961)
  - Saison 8, épisode 1 The Search (1962) et épisode 9 Phoebe Strunk (1962) d'Andrew V. McLaglen
  - Saison 11, épisode 23 Sanctuary (1966)
  - Saison 14, épisode 15 The Twisted Heritage (1969)
- 1959-1964 : Rawhide
  - Saison 1, épisode 16 Incident of the Misplaced Indians (1959) de Jesse Hibbs
  - Saison 5, épisode 23 Incident of the Comanchero (1963)
  - Saison 6, épisode 25 Incident of the Banker (1964) de Christian Nyby
- 1960 : Thriller (série TV)
- 1961 : Échec et Mat (Checkmate)
  - Saison 1, épisode 16 Hour of Execution de John English
- 1961 : Aventures dans les îles (Adventures in Paradise)
  - Saison 3, épisode 7 Un oncle sur mesure (The Pretender) de Robert Florey
- 1961-1966 : Le Jeune Docteur Kildare (Doctor Kildare)
  - Saison 1, épisode 14 Johnny Temple (1961) de Ralph Senensky
  - Saison 5, épisode 53 A Sometimes Distant Spring (1966) et épisode 54 Travel a Crooked Road (1966)
- 1962 : Le Gant de velours (The New Breed)
  - Saison unique, épisode 14 The All-American Boy
- 1962-1965 : Adèle (Hazel)
  - Saison 1, épisode 33 Heat Wave (1962) de William D. Russell
  - Saison 2, épisode 10 Genie with the Light Brown Lamp (1962) de William D. Russell et épisode 31 Maid of the Month (1963) de William D. Russell
  - Saison 3, épisode 1 Potluck a la Mode (1963) de William D. Russell
  - Saison 4, épisode 18 Love 'em and Leave 'em (1965) de William D. Russell
- 1963-1964 : La Quatrième Dimension (The Twilight Zone)
  - Saison 4, épisode 7 Jess-Belle (1963) de Buzz Kulik
  - Saison 5, épisode 25 Les Masques (The Masks, 1964) d'Ida Lupino
- 1963-1964 : La Grande Caravane (Wagon Train)
  - Saison 7, épisode 15 The Fenton Canaby Story (1963) de Joseph Pevney
  - Saison 8, épisode 3 The John Gillman Story (1964) de Joseph Pevney
- 1963-1965 : Suspicion (The Alfred Hitchcock Hour)
  - Saison 2, épisode 1 A Home Away from Home (1963) d'Herschel Daugherty
  - Saison 3, épisode 11 Consider her Ways (1964) de Robert Stevens et épisode 22 Thou Still Unravished Bride (1965)
- 1964 : Bonanza
  - Saison 6, épisode 5 Logan's Treasure de Don McDougall
- 1964-1970 : Le Virginien (The Virginian)
  - Saison 2, épisode 26 The Secret of Brynmar Hall (1964) de Robert Totten
  - Saison 6, épisode 8 Bitter Autumn (1967) de Don McDougall
  - Saison 7, épisode 8 Ride to Misadventure (1968)
  - Saison 8, épisode 19 A Time of Terror (1970) de Joseph Pevney
- 1965 : Mon Martien favori (My Favorite Martian)
  - Saison 2, épisode 16 How are Things in Glocca, Martin ?
- 1965 : Le Fugitif (The Fugitive), première série
  - Saison 2, épisode 28 A.P.B.
- 1965 : La Famille Addams (The Addams Family)
  - Saison 2, épisode 11 Histoires de famille (Feud in the Addams Family) de Sidney Lanfield
- 1966 : Annie, agent très spécial (The Girl from U.N.C.L.E.)
  - Saison unique, épisode 7 Plus fort que le roquefort (The Danish Blue Affair) de Mitchell Leisen
- 1967-1969 : La Grande Vallée (The Big Valley)
  - Saison 2, épisode 20 The Stallion (1967) de Paul Henreid
  - Saison 4, épisode 26 Point and Counterpoint (1969)
- 1968 : Daniel Boone
  - Saison 4, épisode 17 The Witness
- 1968 : Columbo
  - Premier épisode pilote Inculpé de meurtre (Prescription : Murder)
- 1968 : Les Bannis (The Outcasts)
  - Saison unique, épisode 5 Entrez dans la danse (Take your Lover in the Ring) de Leo Penn
- 1968-1971 : La Nouvelle Équipe (The Mod Squad)
  - Saison 1, épisode 11 Twinkle, Twinkle, Little Starlet (1968) de George McCowan et épisode 18 A Hint of Darkness, a Hint of Light (1969) d'Earl Bellamy
  - Saison 3, épisode 21 Welcome to Our City (1971) de John Llewellyn Moxey
- 1969 : Ma sorcière bien-aimée (Bewitched)
  - Saison 5, épisode 14 Une bonne dévouée (Samantha's Super Maid)
- 1969-1971 : Mannix
  - Saison 3, épisode 2 Le Talon d'Achille (Color her Missing, 1969)
  - Saison 4, épisode 22 Meurtre (The Color of Murder, 1971)
- 1969-1974 : L'Homme de fer (Ironside)
  - Saison 3, épisode 5 Eye of the Hurricane (1969) de Don McDougall
  - Saison 4, épisode 1 A Killing Will Occur (1970) de Don Weis
  - Saison 5, épisode 18 And then there was One (1972) d'Arnold Laven
  - Saison 8, épisode 7 The Lost Cotillon (1974) d'Alvin Ganzer
- 1971 : Mission impossible (Mission : Impossible), première série
  - Saison 6, épisode 7 Thérapie de groupe (Encounter)
- 1972 : Opération danger (Alias Smith and Jones)
  - Saison 2, épisode 20 Which Way to the O.K. Corral ? de Jack Arnold
- 1972 : Le Sixième Sens (The Sixth Sense)
  - Saison 2, épisode 11 Le Gibet dans la tempête (Gallows in the Wind)
- 1972-1974 : Docteur Marcus Welby (Marcus Welby, M.D.)
  - Saison 3, épisode 19 I'm Really Trying (1972)
  - Saison 6, épisode 11 The Last Rip-Off (1974) de William Asher
- 1973 : Kung Fu
  - Saison 1, épisode 15 Le Troisième Homme (The Third Man) de Charles S. Dubin
- 1973-1974 : Cannon
  - Saison 3, épisodes 1 et 2 À charge de revanche, 1re et 2e parties (He who digs a Grave, Parts I & II, 1973) de Richard Donner et épisode 23 Le Séducteur (Bobby loved Me, 1974) de Lawrence Dobkin
  - Saison 4, épisode 3 Affaire en suspens (Voice from the Grave, 1974)
- 1974 : Les Jours heureux (Happy Days)
  - Saison 2, épisode 3 Une fiancée envahissante (Who's Sorry Now ?) de Jerry Paris
- 1974 : Dossiers brûlants (Kolchak : The Night Stalker)
  - Saison unique, épisode 9 Le Croque-mitaine (The Spanish Moss Murders) de Gordon Hessler
- 1974-1975 : L'Homme qui valait trois milliards (The Sixth Million Dollar Man)
  - Saison 1, épisode 1 Population zéro (Population : Zero, 1974) de Jeannot Szwarc
  - Saison 2, épisode 4 Madame le Premier Ministre (The Pal-Mir Escort, 1974) de Lawrence Dobkin
  - Saison 3, épisode 2 Le Retour de la femme bionique, 2e partie (The Return of the Bionic Woman : Part II)
- 1974-1977 : Sergent Anderson (Police Woman)
  - Saison 1, épisode 3 La Filière mexicaine (The Beautiful die Young, 1974) de Barry Shear
  - Saison 3, épisode 7 Bébé connexion (The Lifeline Agency, 1976) de Corey Allen
  - Saison 4, épisode 6 Le Tueur à la fleur (The Buttercup Killer, 1977) de Michael Mann
- 1975-1977 : Les Rues de San Francisco (The Streets of San Francisco)
  - Saison 3, épisode 16 La mort donne des nouvelles (Letters from the Grave, 1975) de Virgil W. Vogel
  - Saison 4, épisode 16 Profession honorable (The Honorable Profession, 1976)
  - Saison 5, épisode 16 Accrochez-vous (Hangh Tough, 1977) de William Hale
- 1976 : Section 4 (S.W.A.T.)
  - Saison 2, épisode 21 Dragons and Owls
- 1976-1978 : La Famille des collines (The Waltons)
  - Saison 4, épisode 23 The Fledgling (1976)
  - Saison 6, épisode 19 The Ordeal (1978) de Lawrence Dobkin
- 1977 : L'Homme de l'Atlantide (The Man from Atlantis)
  - Saison 1, épisode 1 L'Arrivée (The Man from Atlantis) de Lee H. Katzin
- 1980 : Drôles de dames (Charlie's Angels)
  - Saison 4, épisode 14 Ces dames en voient de drôles (Of Ghosts and Angels) de Cliff Bole

#### Feuilletons
- 1976 : Les Héritiers (Rich Man, Poor Man - Book II)
  - Saison unique, épisode 1 Chapter I de Lou Antonio
- 1983 : Dynastie (Dynasty)
  - Saison 4, épisode 1 L'Arrestation (The Arrest)

#### Téléfilms
- 1958 : Hi, Grandma ! d'Arch Oboler
- 1969 : La cover-girl a disparu (Dragnet 1966) de Jack Webb
- 1970 : Along came a Spider de Lee H. Katzin
- 1970 : Quarantined de Leo Penn
- 1970 : Le Terrible Secret (Crowhaven Farm) de Walter Grauman
- 1971 : D.A. : Conspiracy to kill de Paul Krasny
- 1972 : The Night Stalker de John Llewellyn Moxey
- 1972 : All My Darling Daughters de David Lowell Rich
- 1973 : The Stranger de Lee H. Katzin
- 1973 : Chase de Jack Webb
- 1975 : Attack on Terror : The FBI vs. the Ku Klux Klan de Marvin J. Chomsky
- 1976 : La Foire aux illusions (State Fair) de David Lowell Rich
- 1981 : Evita Peron de Marvin J. Chomsky
- 1982 : The 25th Man de Daniel Haller
- 1982 : Les Amours perdues (Forbidden Love) de Steven Hilliard Stern